# Lucie Klímová
Lucie Klímová (5. ledna 1884 Praha – 6. října 1961 Křižany v Podještědí) byla česká umělkyně, akademická malířka a zpěvačka.

## Životopis
Navštěvovala kurzy v malírně porcelánu v Telči a večerní kurzy na Uměleckoprůmyslové školy v Praze. V mladých letech se věnovala zpěvu – byla členkou Pěveckého sdružení pražských učitelek za vedení Metoda Doležela. Byla první interpretkou, která zpívala v úpravě pro hlas a orchestr Baladu dětskou a Baladu horskou od Vítězslava Nováka.
Vystudovala od roku 1919 až 1925 na Akademii výtvarných umění v Praze u profesorů Jakuba Obrovského, Vratislava Nechleby nebo Otakara Nejedlého. Studijní cesty podnikla do Itálie, Francie, Německa a na Korsiku. Byla jednou z prvních absolventek Akademie; ženy mohly na vysokých školách studovat až po školské reformě v roce 1918. V letech 1931 a 1935 Klímová malovala jižní motivy s Josefem Vackem v Jugoslávii. Pobývala také ve Zděchově, kde mecenášem malířské společnosti byl Ludvík Klímek. Žila střídavé na Novém Světě v Praze 1 nebo v Křižanech, kam zajížděla již od roku 1946 a kde strávila celé měsíce, „provázena malířem Vackem“.
Vytvořila akvarelové návrhy na pohlednice Prahy. Nejčastěji malovala krajiny a květiny. Vystavovala ve 30. letech 20. století na několika výstavách Kruhu výtvarných umělkyň a na salonech ve Zlíně, Poličce, Rakovníku. Od roku 1932 byla členkou v Kruhu výtvarných umělkyň (KVU), a také Klubu výtvarných umělců Aleš (SVU Aleš).
Jejími uměleckými vzory byli Jan Preisler, Antonín Slavíček, Vincent van Gogh a také Václav Špála. Výtvarné dílo Lucie Klímové zahrnuje především krajiny a zátiší, kterým se věnovala v průběhu celé své tvůrčí kariéry. Tvořila svá díla po většinu života jako členka Alše. Vždy malovala v přírodě, v ateliéru však opravovala a dokončovala své práce, inspirované přírodou.

## Výběr z děl
| - 1935: Jižní motiv - 1935: Jaro v Braníku - 1940: Krajina na Valašsku - 1941: Karmelitská ulice - 1942: Jabloňky a břízky - 1943: Věříme! (Zděchov) - 1944: Némecké na Moravě - 1949: Kyticí - 1951: Rozkvetlý sad v Křížanech - 1952: Zátiším s meruňkami - 1957: Jarní krajina v Křižanech - 1960: Rozkvetlá zahrada v Křižanech | - Jaro v Praze - Jaro v Trojske zahrade - Ulička na Novém Světě - Jilemnice pod Lysou horou - Daňkovice - V Omšenie u kostela - Na návsi u rybníčku - Kytice z běláskem - Kostel Sv. Mikuláše v květach - Výhled na svatovítským vězím - U cesty - Z valašske Rusavy |

## Výstavy
Autorská
- 1951: Praha, Palác Platýz, Alšova síň, Obrazy
- 1952: Praha, Krajiny
- 1958: Lucie Klímová: Jaro v obrazech, Galerie Českého fondu výtvarných umění (ČFVU), Praha
- 1962: Praha, Galerie na Karlově náměstí

Společné
- 1937: Praha výstava českých umělkyň – Paříž, výtvarné umělkyně
- 1938–1939: Bukurešť, Kluž, Bělehrad, Záhřeb, Praha, výstava umělkyň Rumunska, Jugoslávie a ČR
- 1940: Národ svým výtvarným umělcům, Praha
- 1941: 26. členská výstava Kruhu výtvarných umělkyň. Galerie Hollar, Praha
- 1942: Národ svým výtvarným umělcům, Praha
- 1942: IV. rakovnický salon, Stará pošta, Rakovník
- 1943: Umělci národu 1943, Praha
- 1949: Květina osvěžením pracující ženy: Výstava obrazů a užitého umění českých a moravských výtvarných umělkyň, Dům umění, Olomouc
- 1949: Květina osvěžením pracující ženy: Výstava obrazů a užitého umění českých a moravských výtvarných umělkyň, Muzeum, Uherské Hradiště
- 1949: Pražský Aleš 1949: XXIII. Členská výstava, Pavilon Jednoty výtvarných umělců na příkopě, Praha
- 1949: Výtvarní umělci k II. všeodborovému sjezdu, Dům výtv. umění, Praha
- 1950: Praha, české a slovenské výtvarnice
- 1951–1953: Praha 1. a 2. přehlídka čs. výtvarného umění
- 1954: Praha, členská výstava 4. střediska
- 1956: Zátiší v české malbě XX. století, Galerie FVU, Praha
- 1957: Malá krajina, Galerie Českého fondu výtvarných umění, Praha
- 1961: Praha, členská výstava Aleš